# Người đàn ông khỏe nhất thế giới
Người đàn ông khỏe nhất thế giới (tên tiếng Anh: World's Strongest Man, WSM) là một cuộc thi thường niên dành cho các lực sĩ được sáng lập dưới sự quản lý của công ty TWI trực thuộc tổ chức thể thao quốc tế IMG (International Management Group). Cuộc thi phát sóng trên truyền hình vào khoảng tháng 12 hàng năm. Các thí sinh tham dự sẽ phải thử sức ở nhiều nội dung thi đấu khác nhau có tính thời gian (kéo phương tiện giao thông, ném vật nặng lên không, đặt khối đá lên bệ cao,...), người chiến thắng cuộc thi là người có điểm số chung cuộc cao nhất. Quán quân cũng sẽ được nhận một chiếc cúp cùng với danh hiệu Người đàn ông khỏe nhất thế giới.
Ba lực sĩ khỏe nhất của cuộc thi năm 2017 tổ chức ở thủ đô Gaborone, Botswana lần lượt là: Eddie Hall (Anh Quốc, vô địch), Hafþór Júlíus Björnsson (Iceland, hạng nhì) và Brian Shaw (Hoa Kỳ, hạng ba).

## Danh sách các nhà vô địch
| Nhà vô địch          | Quốc gia | Số lần vô địch | Năm                          |
| -------------------- | -------- | -------------- | ---------------------------- |
| Mariusz Pudzianowski | Ba Lan   | 5              | 2002, 2003, 2005, 2007, 2008 |
| Žydrūnas Savickas    | Litva    | 4              | 2009, 2010, 2012, 2014       |
| Magnús Ver Magnússon | Iceland  | 4              | 1991, 1994, 1995, 1996       |
| Jón Páll Sigmarsson  | Iceland  | 4              | 1984, 1986, 1988, 1990       |
| Brian Shaw           | Hoa Kỳ   | 4              | 2011, 2013, 2015, 2016       |
| Bill Kazmaier        | Hoa Kỳ   | 3              | 1980, 1981, 1982             |
| Jouko Ahola          | Phần Lan | 2              | 1997, 1999                   |
| Geoff Capes          | Anh Quốc | 2              | 1983, 1985                   |
| Bruce Wilhelm        | Hoa Kỳ   | 2              | 1977, 1978                   |

## Bảng tổng kết xếp loại theo quốc gia
| Quốc gia  | Vàng | Bạc | Đồng | Tổng |
| Hoa Kỳ    | 11   | 7   | 9    | 27   |
| Iceland   | 8    | 7   | 4    | 19   |
| Ba Lan    | 5    | 3   | 0    | 8    |
| Anh Quốc  | 5    | 2   | 8    | 15   |
| Litva     | 4    | 7   | 0    | 11   |
| Phần Lan  | 3    | 3   | 5    | 11   |
| Thụy Điển | 1    | 3   | 4    | 8    |
| Hà Lan    | 1    | 2   | 4    | 7    |
| Na Uy     | 1    | 1   | 1    | 3    |
| Ukraina   | 1    | 0   | 1    | 2    |
| Đan Mạch  | 0    | 2   | 0    | 2    |
| Canada    | 0    | 1   | 1    | 2    |
| Nam Phi   | 0    | 1   | 1    | 2    |
| Áo        | 0    | 1   | 0    | 1    |
| Latvia    | 0    | 0   | 1    | 1    |
| Nga       | 0    | 0   | 1    | 1    |

Lưu ý: Úc, Bulgaria, Estonia, Quần đảo Faroe, Fiji, Pháp, Đức, Grenada, Hungary, Israel, Ý, Kenya, Namibia, Nigeria, Serbia và Samoa đều đã từng góp mặt trong top 10 nhưng chưa từng đạt huy chương nào.